# ユージン・ヤンチース
ユージン・ヤンチース（Eugene Jantjies、1986年8月10日 - ）は、ナミビアのラグビーユニオン選手。

## プロフィール
- ナミビア・ゴバビス出身[1]。
- ポジションはスクラムハーフ(SH)。
- 身長 177cm、体重 90kg
- ナミビア代表通算キャップ数は68で代表最多。
- 2007W杯・2011W杯・2015W杯・2019W杯のナミビア代表に選ばれた[2]。

## 略歴
2019年、ラグビーワールドカップ2019後ナミビア代表から引退した。